# Ginnifer Goodwin
Ginnifer Michelle Goodwin (født 22. maj 1978) er en amerikansk tv- og filmskuespiller.

## Biografi

### Opvækst
Ginnifer blev født Jennifer Goodwin i Memphis, Tennessee, datter af Linda, Federal Express-arbejder, og Tom Goodwin, som tidligere ejede og styrede et indspilningsstudie. Goodwin ændrede sit navn fra "Jennifer" til "Ginnifer", fordi det er sådan hende og hendes familie udtaler hendes navn med deres dialekt. Goodwins lillesøster, Melissa Goodwin er en anerkendt filmanimator på shows som det Emmy-vindende Robot Chicken, hvor Ginnifer har optrådt med sit sangtalent. 
Goodwin har arbejdet for North American Federation of Temple Youth og var aktiv i BBYO (en selvstændig jødisk gruppe for teenagere i high school) i Memphis, imens hun voksede op; hun holdt bat mitzvah. Efter at have dimiteret fra Lausanne Collegiate School i 1996, begyndte Goodwin på Hanover College (med ekspertise i teater) i et år, for hun flyttede til Boston University's College of Fine Arts, hvor hun modtog en Bachelor of Fine Arts i skuespil, med ære, i 2001.
Goodwin dannede par med skuespilleren Chris Klein i to år, indtil de slog op i december 2008. I december 2010 blev Goodwin forlovet med skuespilleren Joey Kern, men allerede i maj 2011 gik parret fra hinanden igen. I 2014 blev hun gift med skuespilleren Josh Dallas.
Den 4. februar 2009, i et afsnit af Late Night with Conan O'Brien, fortalte Goodwin, at hun for nylig blev vegetar.

### Karriere
Goodwin havde sine første roller i den populære tv-serie Law & Order og Ed, før hun medvirkede i tv-filmen Porn 'n' Chicken. Hun havde efterfølgende mindre roller i filmene Mona Lisa Smile, Win a Date with Tad Hamilton!, Walk the Line, hvor hun portrætterede Vivian Liberto, Johnny Cashs første kone, og Birds of America. Hun har også spillet Dori Dumchovic, i den sorte humor-film, Love Comes to the Executioner. Goodwin spiller i øjeblikketligt hovedrollen som Margene Heffman, den tredje kone i den polygamiske familie i tv-serien Big Love. 
Goodwin medvirkede som delvis hovedrolle, Gigi Haim, i den stjernespækket romantiske komedie Han er bare ikke vild med dig, som blev udgivet i februar 2009. I april 2009 begyndte hun med optagelserne til filmen Ramona and Beezus (spillende Ramonas yndlingsperson, tante Bea) sammen med John Corbett, Bridget Moynahan og Selena Gomez.
I 2008 honorede MaxMara Goodwin med en "Face of the Future"-pris, en pris, der indebærer anerkendelse og håb om en kommende karriere. Goodwin var også en af kendisserne til Gap's Fall 2008 reklame.

## Filmografi

### Film
| ÅR   | Titel                                  | Rolle                    | Noter    |
| ---- | -------------------------------------- | ------------------------ | -------- |
| 2000 | Zelda: An Extrospective Journey        | Zelda                    | Kortfilm |
| 2003 | Mona Lisa Smile                        | Constance "Connie" Baker |          |
| 2004 | Win a Date with Tad Hamilton!          | Cathy Feely              |          |
| 2005 | Walk the Line                          | Vivian Liberto           |          |
| 2006 | Love Comes to the Executioner          | Dori Dumchovic           |          |
| 2007 | In the Land of Women                   | Janey                    |          |
| 2007 | Day Zero                               | Molly Rifkin             |          |
| 2008 | Birds of America                       | Ida Tanager              |          |
| 2009 | Han er bare ikke vild med dig          | Gigi Phillips            |          |
| 2009 | A Single Man                           | Mrs. Strunk              |          |
| 2010 | Ramona and Beezus                      | Aunt "Bea" Beatrice      |          |
| 2011 | Take Me Home Tonight                   | Banky                    |          |
| 2011 | Something Borrowed                     | Rachel White             |          |
| 2015 | Klokkeblomst og legenden om ønskedyret | Fawn                     | Stemme   |

### Fjernsyn
| År      | Titel                       | Rolle                              | Noter                                            |
| ------- | --------------------------- | ---------------------------------- | ------------------------------------------------ |
| 2001    | Law & Order                 | Erica                              | Episode: "Myth of Fingerprints"                  |
| 2001–04 | Ed                          | Diane Snyder                       | 25 episoder                                      |
| 2002    | Porn 'n Chicken             | Maya                               | Tv film                                          |
| 2005–07 | Robot Chicken               | Stemme                             | 7 episoder                                       |
| 2006–11 | Big Love                    | Margene Heffman                    | 53 episoder                                      |
| 2007    | Big Love: In the Beginning  | Margene Heffman                    | 2 episoder                                       |
| 2009    | Crappy Holidays Presents... |                                    | Episode: "Crappy Easter"                         |
| 2011    | SvampeBob Firkant           | Purple håret havfrue (stemme)      | Episode: "Welcome to the Bikini Bottom Triangle" |
| 2011    | Margene's Blog              | Margene Henrickson                 | Episode: "Crush Story"                           |
| 2011    | Five                        | Charlotte                          | Tv film                                          |
| 2011–nu | Once Upon a Time            | Mary Margaret Blanchard / Snehvide | Hovedrolle                                       |
| 2012    | Electric City               | Jean Marie St. Cloud               | 20 episoder                                      |
| 2013    | Killing Kennedy             | Jacqueline Kennedy                 | Tv film                                          |
| 2014    | Sofia the First             | Gwen                               | Stemme Episode: "Gizmo Gwen"                     |